# Syam

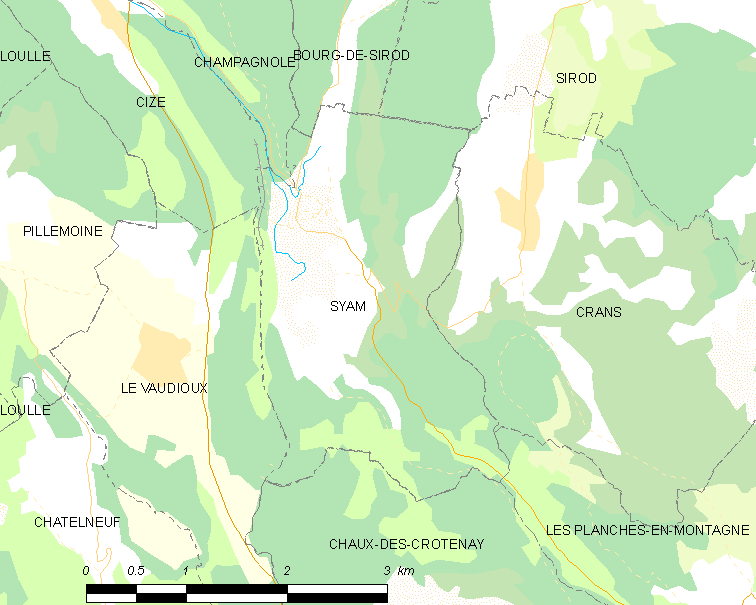

Syam ist eine französische Gemeinde im Département Jura in der Region Bourgogne-Franche-Comté.

## Geographie
Syam liegt auf 560 m, etwa sechs Kilometer südsüdöstlich der Stadt Champagnole (Luftlinie). Das Dorf erstreckt sich im Jura, leicht erhöht am östlichen Rand eines Talkessels, in dem sich die Saine und der Ain vereinigen, am Westfuß der Waldhöhe Côte Poire.
Die Fläche des 6,90 km² großen Gemeindegebiets umfasst einen Abschnitt des französischen Juras. Der zentrale Teil des Gebietes wird vom Talkessel von Syam eingenommen, der sich in Nord-Süd-Richtung erstreckt, eine Länge von 2,5 Kilometer und eine Breite von rund einem Kilometer aufweist und durchschnittlich auf 540 m liegt. Dieses Talbecken wird von der Saine durchflossen, die aus Südosten eintritt, kurz darauf von links die Lemme aufnimmt und danach an der Nordgrenze des Gemeindebannes in den Ain mündet. Dieser berührt das Talbecken nur im äußersten Norden und zeichnet hier einen scharfen Bogen um den Kamm des Bois de Sapois, bevor er durch ein enges Tal nach Champagnole fließt.
Das Gemeindeareal erstreckt sich auf die umliegenden Höhen. Flankiert wird der Talkessel von Syam im Westen vom Bois de la Liège (bis 660 m), im Norden vom Bois de Sapois, im Osten von der Côte Poire (mit 802 m die höchste Erhebung von Syam) und dem Bois des Chênes. Im Süden steigt die teils von Felsbändern durchzogene Waldhöhe des Bois de Derrière Cornu steil an. Sie wird von den tief eingeschnittenen Tälern der Lemme und der Saine eingefasst. Das Gemeindegebiet ist Teil des Regionalen Naturparks Haut-Jura (frz.: Parc naturel régional du Haut-Jura).
Zu Syam gehört die Siedlung Les Forges (525 m) am Ain und am Südfuß des Bois de Sapois. Nachbargemeinden von Syam sind Champagnole, Bourg-de-Sirod und Sirod im Norden, Crans und Les Planches-en-Montagne im Osten, Chaux-des-Crotenay im Süden sowie Le Vaudioux und Cize im Westen.

## Geschichte
Seit dem Mittelalter gehörte Syam zur Baronie Château-Vilain. Zusammen mit der Franche-Comté gelangte das Dorf mit dem Frieden von Nimwegen 1678 an Frankreich.
Schon früh ließen sich am Ain Werkstätten nieder, die von der Wasserkraft abhängig waren. Seit dem 17. Jahrhundert bestand hier ein Eisenhammer. Im 18. Jahrhundert gehörte das Werk der Familie Pery, die sich hauptsächlich auf die Herstellung von Sensen spezialisierte, zu den wichtigen Betrieben der Region. Als nach der Französischen Revolution verschiedene Betriebe in den Vogesen und im Elsass mit der maschinellen Sensenherstellung begannen, ging das Werk der Pery im Jahre 1810 konkurs. Im gleichen Jahr wurde es von Claude Jobez aus Morez gekauft. Von 1811 bis 1820 wurde die neue Fabrik mit Eisen- und Walzwerk errichtet, die später mit einer Arbeitersiedlung, einer Schule und einem Postbüro erweitert wurde. Das Stahlwerk ist noch heute in Betrieb, nachdem im Lauf der Zeit zahlreiche Modernisierungen durchgeführt wurden.

## Sehenswürdigkeiten
Die Dorfkirche von Syam wurde im 19. Jahrhundert erbaut. Östlich der Fabrikgebäude steht das Château de Syam, das von 1826 bis 1828 im palladianischen Stil für den Besitzer des Eisenwerks errichtet wurde. Es besitzt eine reiche Innenausstattung. Das Ensemble der Fabrikgebäude des Eisenwerks aus dem frühen 19. Jahrhundert, des alten Eisenhammers aus dem 18. Jahrhundert und des dazugehörigen Château Carnot bilden ein bemerkenswertes Industriedenkmal. Zu besichtigen ist auch eine Ausstellung über die Geschichte und Entwicklung der Eisenwerke von Syam.

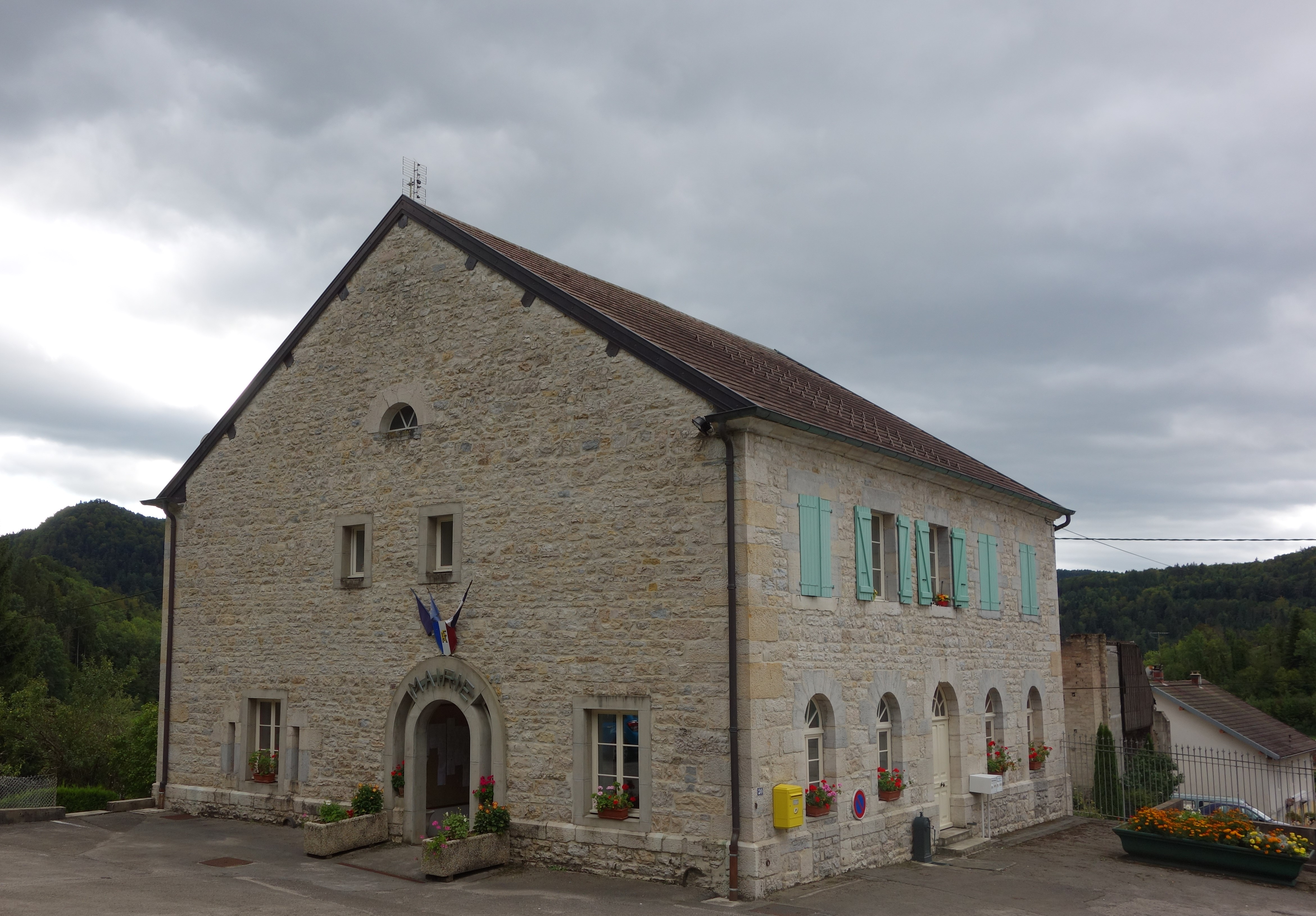
Mairie Syam
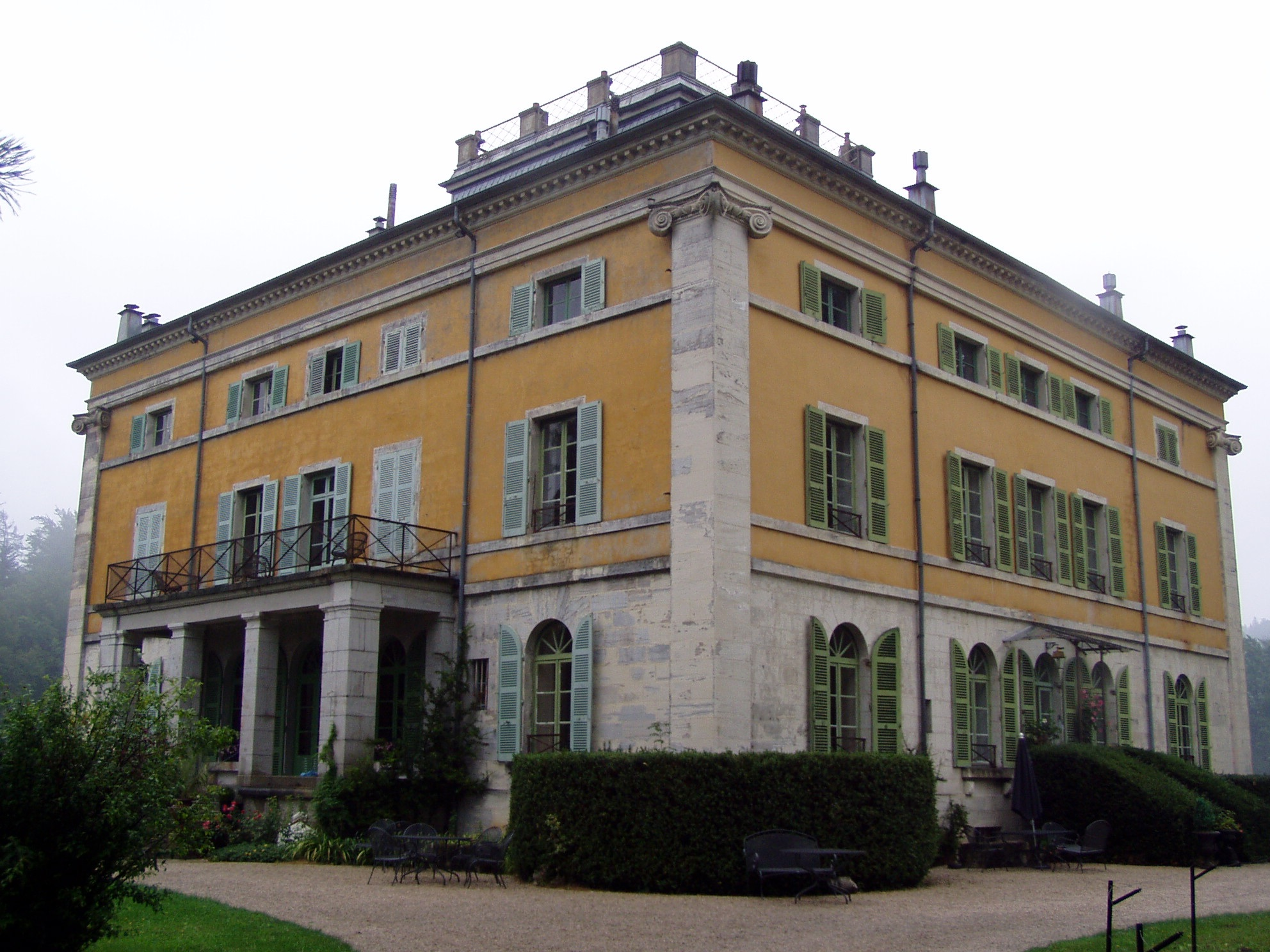
Château de Syam
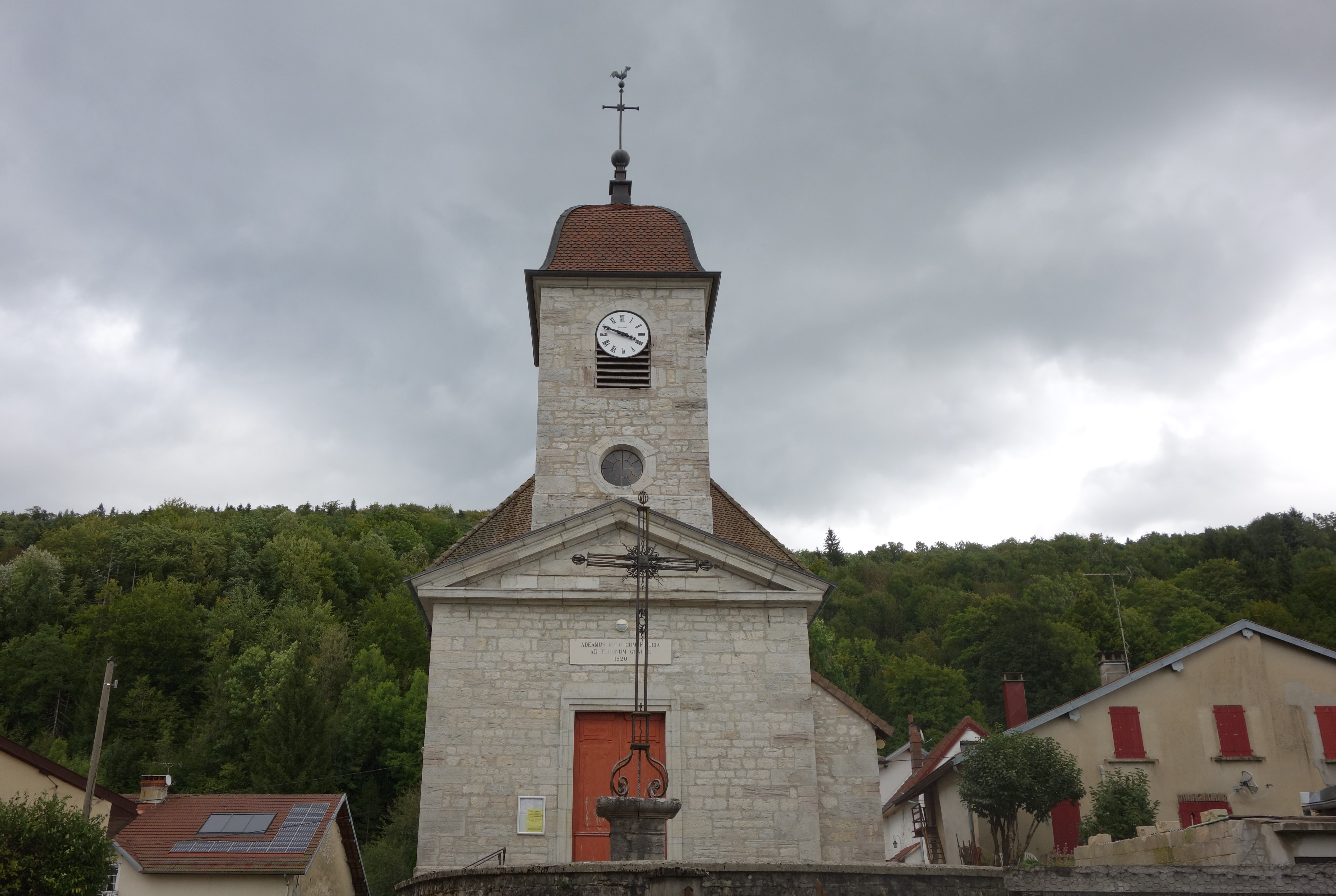
Kirche Saint-Sébastien

## Bevölkerung
| Jahr                       | 1962 | 1968 | 1975 | 1982 | 1990 | 1999 | 2004 | 2019 |
| -------------------------- | ---- | ---- | ---- | ---- | ---- | ---- | ---- | ---- |
| Einwohner                  | 243  | 243  | 232  | 226  | 234  | 221  | 212  | 189  |
| Quellen: Cassini und INSEE |      |      |      |      |      |      |      |      |

Mit 184 Einwohnern (Stand 1. Januar 2022) gehört Syam zu den kleinen Gemeinden des Départements Jura. Nachdem die Einwohnerzahl in der ersten Hälfte des 20. Jahrhunderts deutlich abgenommen hatte (1886 wurden noch 492 Personen gezählt), wurden seit Beginn der 1960er Jahre nur noch relativ geringe Schwankungen verzeichnet.

## Wirtschaft und Infrastruktur
Syam war seit dem 18. Jahrhundert durch ein Eisenwerk geprägt. Um Produktion und Verwaltung zu rationalisieren, fusionierten die Eisenwerke von Syam im Jahr 1976 mit dem Stahlwerk Experton-Revollier von Domène im Département Isère. Heute tritt das Werk unter dem Namen SDEPM (Société d’étirage et de profilage des métaux) auf und hat sich als Walz- und Stanzwerk für hochspezialisierte Metallteile (beispielsweise für Automobile, Lifte und Schlossereien) etabliert.
Die Ortschaft liegt abseits der größeren Durchgangsstraßen an einer Departementsstraße, die von Champagnole nach Les Planches-en-Montagne führt. Weitere Straßenverbindungen bestehen mit Bourg-de-Sirod, Crans und La Billaude.

## Persönlichkeiten
- Lucien Daloz (1930–2012), römisch-katholischer Geistlicher, Erzbischof von Besançon 1980–2003